# Спірометр
Спірометр (лат. Spirometer — від spiro — дую, дихаю і meter — вимірювати), спірограф — медичний прилад для вимірювання об'єму повітря, що надходить з легенів при найбільшому видиху після максимального вдиху. Спірометр застосовується для визначення дихальної здатності.
Перші спірометри були механічними, найчастіше водяні. У них повітря після видиху потрапляє в циліндр, поміщений у посудину з водою. Під дією повітря, що видихається, циліндр переміщається вгору і показує об'єм повітря при видиху.
Пізніше були розроблені цифрові спірометри. У них повітря проходить через датчик потоку, а електронний пристрій на основі перетворених даних датчика, після проведення необхідних обчислень, показує цифрові результати.